# Pheidologeton dentiviris
Pheidologeton dentiviris é uma espécie de formiga do gênero Pheidologeton, pertencente à subfamília Myrmicinae.